# امیل دامس
امیل دامس (انگلیسی: Emile Daems؛ زادهٔ ۴ آوریل ۱۹۳۸) دوچرخه‌سوار اهل بلژیک است.